# Медведевка (приток Тясмина)
Медведевка или Медведь (укр. Медведівка, Медвідь) — правый приток реки Тясмин, протекающий по Черкасскому району (Черкасская область, Украина). 

## География
Длина — 14, 18,7 км. Площадь водосборного бассейна — 76,3, 59,4 км². Русло реки в среднем течении (южнее села Куликовка) находится на высоте 92,2 м над уровнем моря.
Берёт начало западнее села Головковка. Река течёт на север, северо-восток. Впадает в реку Тясмин (на 35-км от её устья, в 1957 году — на 65-км) восточнее села Медведевка. 
Русло средне-извилистое, пересыхает, в нижнем течении выпрямлено в канал (канализировано): в приустьевой части шириной 10 м и глубиной 2,0 м. На реке есть пруды. Питание смешанное с преобладающим снеговым. Ледостав длится с начала декабря по середину марта. Пойма с очагами лесных насаждений. 
Притоки (от истока до устья): безымянные ручьи.
Населённые пункты на реке (от истока до устья):
1. Мельники
2. Медведевка

В нижнем течении на правом берегу (возле села Медведевка) создан заказник Зализнякова крыница.